# Musica X
Musica X, è il settimo album in studio del gruppo musicale italiano Perturbazione, pubblicato il 6 maggio 2013,.

## Il disco
L'album è prodotto da Max Casacci (Subsonica) ed è stato diffuso in allegato con il numero 86 della rivista XL Repubblica.
Il disco è stato anticipato dal singolo con relativo videoclip diretto da Matteo Fresi del brano La vita davanti.
Nel febbraio 2014 viene pubblicata la riedizione dell'album, che contiene anche i brani L'Italia vista dal bar e L'unica, presentati dal gruppo al Festival di Sanremo 2014.

## Tracce
1. Chiticapisce - 3:16
2. La vita davanti - 3:20
3. Musica X - 3:22
4. Diversi dal resto - 3:35
5. Mia figlia infinita - 2:48
6. I baci vietati (con Luca Carboni) - 3:21
7. Monogamia - 3:24
8. Ossexione (con Erica Mou) - 4:04
9. Questa è Sparta (con I Cani) - 3:43
10. Legàmi - 4:20

Edizione 2014
1. L'unica - 3:16
2. L'Italia vista dal bar - 3:17
3. Chiticapisce - 3:16
4. La vita davanti - 3:20
5. Musica X - 3:22
6. Diversi dal resto - 3:35
7. Mia figlia infinita - 2:48
8. I baci vietati (con Luca Carboni) - 3:21
9. Monogamia - 3:24
10. Ossexione (con Erica Mou) - 4:04
11. Questa è Sparta (con I Cani) - 3:43
12. Legàmi - 4:20

## Singoli
1. La vita davanti (22 aprile 2013)
2. L'unica (20 febbraio 2014)
3. Musica X (26 giugno 2014)
4. I baci vietati (con Luca Carboni) (17 ottobre 2014)

## Formazione
- Tommaso Cerasuolo - voce
- Cristiano Lo Mele - chitarra, tastiere
- Alex Baracco - basso
- Rossano Antonio Lo Mele - batteria
- Gigi Giancursi - chitarra, voce
- Elena Diana - violoncello

## Classifiche
| Classifica (2014) | Posizione massima |
| ----------------- | ----------------- |
| Italia            | 40                |